# Millbank Tower
Millbank Tower er en skyskraber i Millbank i London. Bygningen er 118 m høj og blev bygget i 1963 af Ronald Ward and Partners for selskabet Vickers. Den er et tydelig landemærke i silhuetten af London, beliggende ved Themsen nogle kilometer fra Palace of Westminster.
Den blev designet af Ronald Ward and Partners og blev opført af John Mowlem & Co. Siden 2002 har bygningen været ejet af David and Simon Reuben.